# 金牛镇 (青县)
金牛镇为中华人民共和国河北省青县下辖镇，距县城18公里，镇内共辖32个自然村，人口4.1万人。